# Dead Space: Martyr
Dead Space：Martyr（デッドスペース: マーター）は、ブライアン・エヴェンソン（B.K.エヴェンソン）による2010年のSF小説。 

## プロット
この小説は、Dead Spaceの世界観におけるユニトロジー教会、マイケル・アルトマン、ネクロモーフ及び神秘的なブラックマーカーの起源を掘り下げている。物語は地球物理学者マイケル・アルトマンを中心に展開し、彼は神秘的な信号の源を調査し、奇妙な異星人のアーティファクトを発見する。その後、物語はアルトマンの行動がどのように彼自身の不本意な「殉教」、レッドマーカーの起源、そしてその後のユニトロジー教会の誕生につながったかに焦点を当て続ける。 